# شیلا تائورمینا
شیلا تائورمینا (به انگلیسی: Sheila Taormina) (زادهٔ ۱۸ مارس ۱۹۶۹) شناگر اهل ایالات متحده آمریکا است.